# Famille Languet
Pour les articles homonymes, voir Languet.
La famille Languet (également appelée Languet de Gergy ou Languet de Rochefort, du nom de deux des seigneuries de la famille) est une famille de la noblesse de robe française (anoblie au XIVe siècle) originaire de Bourgogne et qui remonte au XIe siècle. Les Languet ont détenu d'importantes fonctions parlementaires sous l'Ancien Régime, notamment au sein des parlements de Dole, de Dijon et de Besançon.
Les Languet ont également rempli les fonctions de pairs de France, d'officiers ou d'intendants royaux en diverses provinces, d'officiers généraux, d'administrateurs, d'abbés, d'évêques (comme Jean-Joseph Languet de Gergy), etc.
Sous le Premier Empire, deux Languet ont été faits comtes de l'Empire. Ils détenaient notamment les seigneuries de Rochefort et de Gergy. La famille Languet comptait de nombreuses branches, dont la plupart existent encore.

## Personnalités
- Philippe Languet (1408-v.1465), chancelier du Duc de Savoie Amédée VIII le Pacifique
- Hubert Languet (1518-1581)
- Jean-Baptiste Languet de Gergy (1674-1750), curé de l'église Saint-Sulpice de Paris
- Jean-Joseph Languet de Gergy (1677-1753), archevêque de Sens et frère du précédent
- Jacques-Vincent Languet de Gergy (1667-1734), ambassadeur de France à Venise, frère des précédents.

## Pour approfondir